# Paralethe albomaculatus
Paralethe albomaculatus är en fjärilsart som beskrevs av Otto Staudinger 1887. Paralethe albomaculatus ingår i släktet Paralethe och familjen praktfjärilar. Inga underarter finns listade i Catalogue of Life.